# بيت النمر (جبلة)

تعديل مصدري - تعديل

بيت النمر محلة تابعة لقرية فحل، التابعة لعزلة جبل رعوين بمديرية جبلة إحدى مديريات محافظة إب في الجمهورية اليمنية، بلغ تعداد سكانها 51 حسب تعداد اليمن لعام 2004.